# Lisaki
Lisaki (deutsch Lissaken, 1938 bis 1945 Drugen) war ein Dorf im ostpreußischen Kreis Johannisburg. Seine Ortsstelle liegt heute in der polnischen Woiwodschaft Ermland-Masuren im Gebiet der Gmina Biała Piska (Stadt-und-Land-Gemeinde Bialla, 1938 bis 1945 Gehlenburg) im Powiat Piski (Kreis Johannisburg).

## Geographische Lage
Die Ortsstelle Lisakis liegt im südlichen Osten der Woiwodschaft Ermland-Masuren, 19 Kilometer südöstlich der Kreisstadt Pisz (deutsch Johannisburg) und ein Kilometer nordwestlich der einstigen Staatsgrenze zwischen dem Deutschen Reich und Polen, die heute von der Grenze zwischen der Woiwodschaft Ermland-Masuren und der Woiwodschaft Podlachien markiert wird. Sie ist über eine Nebenstraße zu erreichen, die von Kumielsk (Kumilsko, 1938 bis 1945 Morgen) über Cwaliny (Zwalinnen, 1938 bis 1945 Schwallen) sowie einen Landweg von Jakuby (Jakubben) zu erreichen ist.

## Geschichte
Das kleine nach 1478 Lysaken, nach 1540 Lisaken, nach 1785 Lyssacken, bis 1912 Lyssaken und bis 1938 Lissaken genannte Dorf wurde 1428 durch den Deutschen Ritterorden als Dienstgut mit zehn Hufen nach kölmischem Recht gegründet. 
Von 1874 bis 1945 war der Ort in den Amtsbezirk Morgen eingegliedert.
Am 1. Dezember 1910 waren in Lyssaken 140 Einwohner registriert. Ihre Zahl stieg bis 1933 auf 150. Aus politisch-ideologischen Gründen der Abwehr fremdländisch klingender Ortsnamen wurde Lissaken am 3. Juni (amtlich bestätigt am 16. Juli) 1938 in „Drugen“ umbenannt. Die Einwohnerzahl belief sich 1939 auf 145.
In Kriegsfolge kam das Dorf 1945 mit dem gesamten südlichen Ostpreußen zu Polen und erhielt die polnische Namensform „Lisaki“. In den Folgejahren verliert sich die Spur des Ortes, der heute als untergegangen gilt.

## Religionen
Bis 1945 war Lissaken in die evangelische Kirche Kumilsko in der Kirchenprovinz Ostpreußen der Kirche der Altpreußischen Union sowie in die römisch-katholische Kirche Johannisburg (polnisch Pisz) im Bistum Ermland eingepfarrt.